# Atopocixius major
Atopocixius major är en insektsart som beskrevs av Ronald Gordon Fennah 1945. Atopocixius major ingår i släktet Atopocixius och familjen Kinnaridae. Inga underarter finns listade i Catalogue of Life.